# Деревня Бурна
Деревня Бурна (фр. Village du Bournat) — французский музей под открытым небом, созданный в 1992 году. Музей находится на территории исторического края Чёрный Перигор, в городе Ле-Бюг в департаменте Дордонь (регион Аквитания).
Изначально этот объект назывался «Ферма Бурна».
Площадь этого этнографического музея составляет семь гектаров. На этой территории воссоздана перигорская деревня 1900 года. Под открытым небом восстановлены общественные строения, в числе которых школа, почтовое отделение, часовня, прачечная, а также мастерские ремесленников (дровяная печь булочника, мукомольная мельница, мельница орехового масла, мастерская горшечника, фотомастерская и прочее). Также на территории музея устроены ярмарочные площадки.
Деревня населена ремесленниками, которые демонстрируют посетителям все эти «старинные ремёсла».